# Plataea ursaria
Plataea ursaria là một loài bướm đêm trong họ Geometridae.